# Tatarský biftek

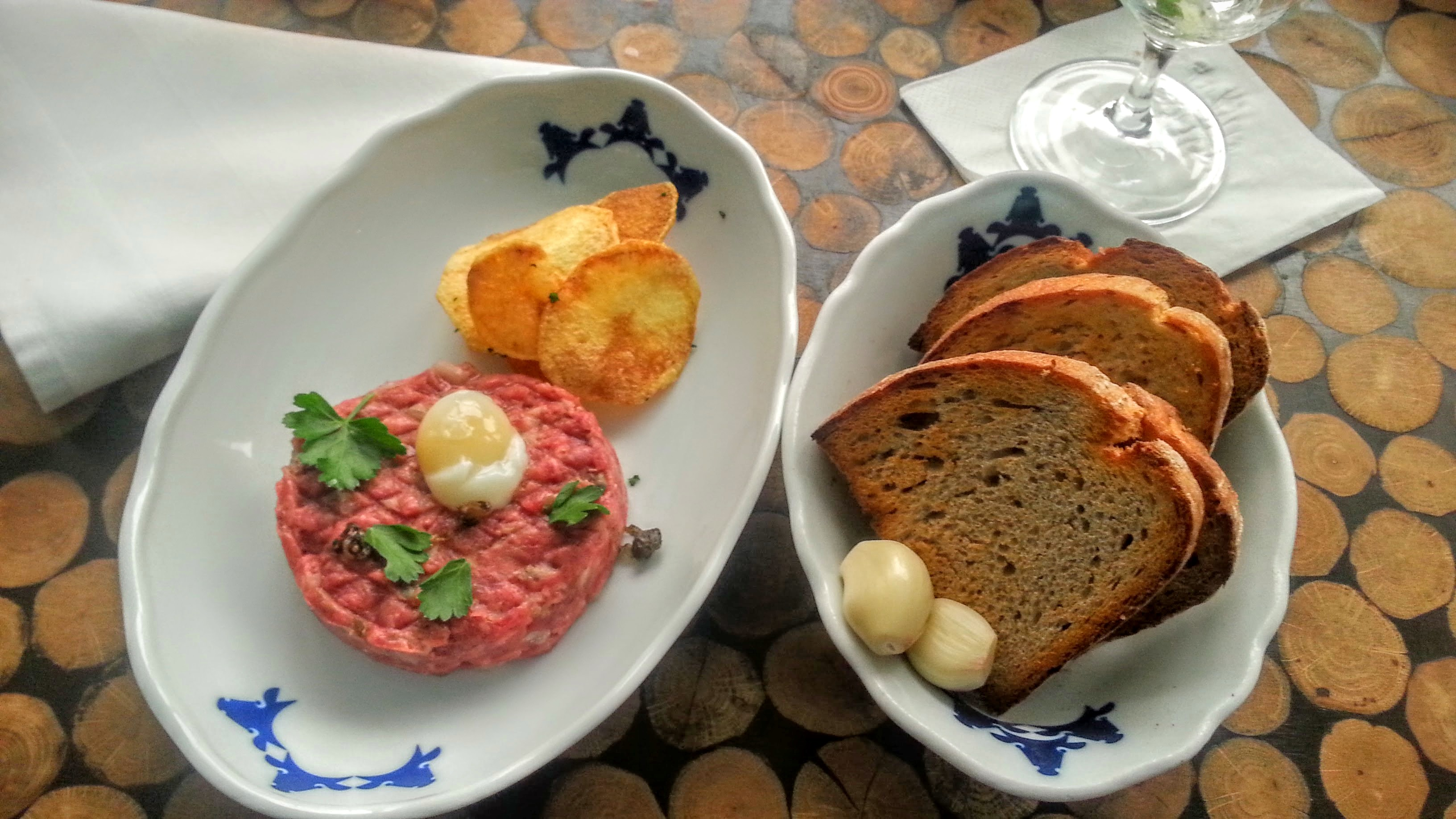
Tatarský biftek „a la chef“ s topinkou

Tatarský biftek (hovorově tatarák) je jídlo ze syrového hovězího masa. Základem tatarského bifteku je maso z hovězí svíčkové, ale i falešné svíčkové, které se na jemno naškrábe špičkou ostrého nože, případně namele. Podává se společně s nakrájenou cibulí, hořčicí, solí, pepřem a worcestrovou omáčkou. Dle chuti se často přidává sladká paprika, chilli, kmín, kečup a další koření. Vše se završí syrovým žloutkem a všechny ingredience se smíchají.
Přesné složení tatarského bifteku se různí nejen dle země, ale také dle každého strávníka. Mimo Česko se lze setkat s dalšími ochucovadly jako například s ančovičkami, kapary, tabaskem, koňakem nebo nakládanými okurkami.
V Česku se tatarský biftek podává zpravidla na topince potřené česnekem. V jiných zemích se podává mimo jiné na světlém toastovém chlebu nebo smørrebrødu. V Belgii se tradičně k tatarskému bifteku podávají smažené bramborové hranolky. Tatarský biftek může být připraven „a la chef“, tedy dle chuti šéfkuchaře, nebo jsou všechny ingredience podávány spolu s masem a míchání provádí samotný strávník.

## Variace

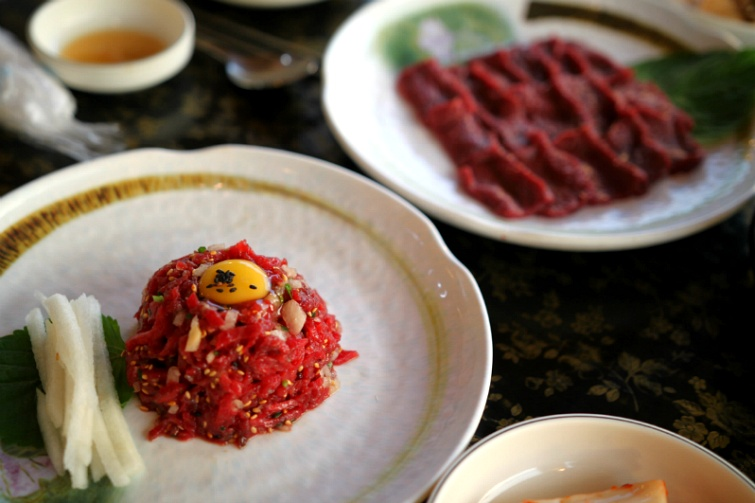
Korejský tatarský biftek z koňského masa

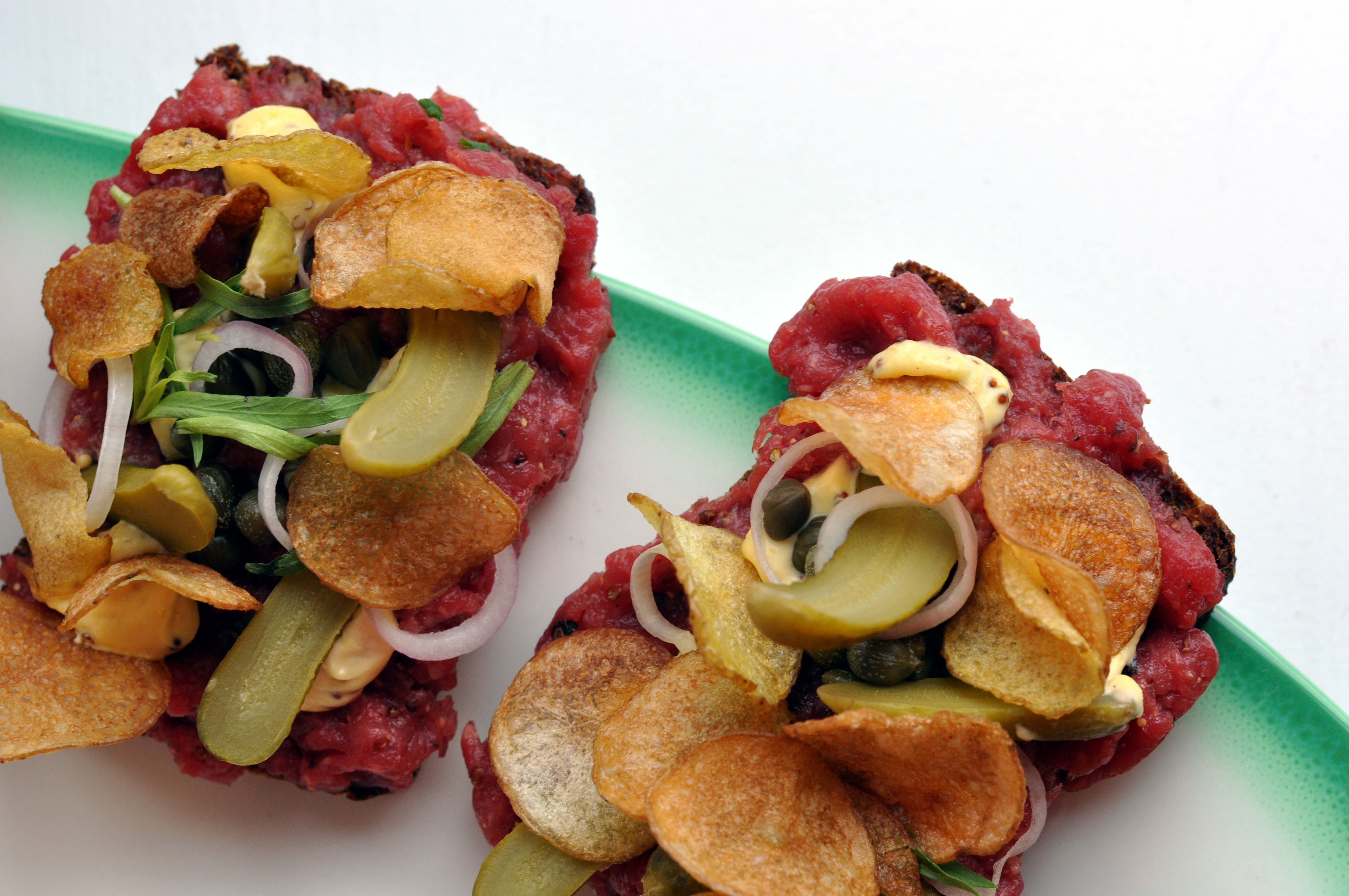
Smørrebrød s tatarským biftekem

Obdobami tatarského bifteku z hovězího masa jsou například tatarák ze pštrosího masa, rybího masa (z tuňáka, lososa či kapra) nebo vegetariánský rajčatový tatarák (na jemno nakrájená rajčata, bazalka, olivový olej, cibule a citronová šťáva).

## Riziko onemocnění
Protože se jedná o tepelně neupravené maso a vejce, existuje riziko přenosu některých parazitárních onemocnění, jako je trichinelóza, cysticerkóza, echinokokóza nebo tenióza.